# Anàlisi de cervesa

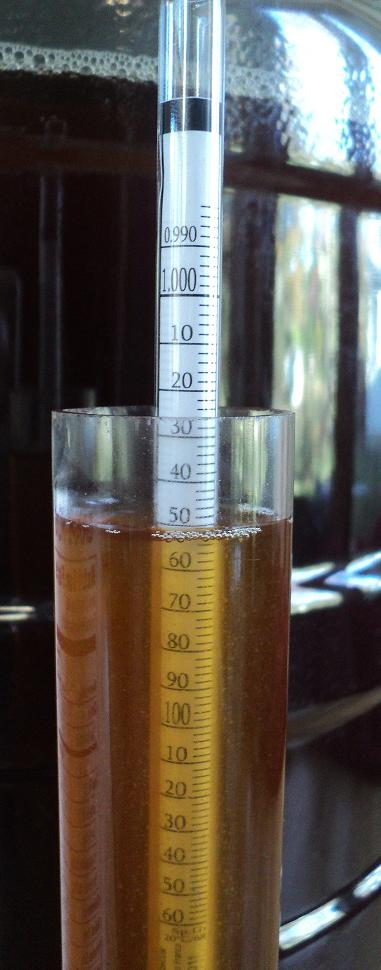
Un hidròmetre que flota en una probeta plena de most de cervesa, on la lectura de gravetat específica és aproximadament 1,050

L'anàlisi de cervesa és el procés d'examen de la cervesa després del procés d'elaboració. Durant l'elaboració de cervesa, i quan aquesta es tasta, hi ha molts factors a ser considerats. Alguns d'ells són l'amargor, la varietat d'aromes i sabors, i la seva intensitat, el contingut d'alcohol, i el color. Els estàndards per a aquestes característiques permeten una determinació més objectiva i uniforme per a avaluar les qualitats globals de qualsevol cervesa.

## Color
Els "Graus Lovibond" o "°L" van ser la primera escala que es va utilitzar per mesurar el color de la cervesa, també s'utilitza pel whiskey, o solucions de sucre, per exemple. La determinació dels graus Lovibond té lloc per comparació del color de la substància a una sèrie de portaobjectes de vidre de coloració ambre a marró, normalment emprant un colorímetre. L'escala va ser enginyada per Joseph Williams Lovibond. Aquest mètode ha estat substituït per l'Standard Reference Method (SRM, EUA) i el de la European Brewing Convention (EBC). En graus de color clars, el mètode SRM dona resultats aproximadament iguals als de Lovibond.
El mètode EBC és un sistema modern per mesurar intensitat de color d'una cervesa o most de cervesa. El mètode mesura l'absorbància d'un feix de llum de 430 nanometres de longitud d'ona a través d'una cubeta d'1 cm de longitud. Implica, doncs, l'ús d'un espectrofotòmetre. El mètode SRM és similar, però la longitud de la cubeta és d'una polsada. Es poden relacionar les dues unitats de color amb la següent fórmula:
{\displaystyle EBC=1,97*SRM}
| Escales de colors EBC i SRM | Escales de colors EBC i SRM        | Escales de colors EBC i SRM | Escales de colors EBC i SRM |
| EBC                         | Exemples d'estils                  | Color                       | SRM                         |
| --------------------------- | ---------------------------------- | --------------------------- | --------------------------- |
| 4                           | Witbier, Berliner Weisse           |                             | 2                           |
| 6                           | Blonde Ale, British Golden Ale     |                             | 3                           |
| 8                           | Weissbier                          |                             | 4                           |
| 12                          | Tripel trapista                    |                             | 6                           |
| 18                          | IPA anglesa                        |                             | 9                           |
| 22                          | Ordinary Bitter                    |                             | 11                          |
| 26                          | Vienna Lager, Märzen               |                             | 13                          |
| 32                          | Amber Ale americana                |                             | 16                          |
| 39                          | Munich Dunkel, Dunkel Weissbier    |                             | 20                          |
| 49                          | Porter americana                   |                             | 25                          |
| 59                          | Stout irlandesa                    |                             | 30                          |
| 71                          | Foreign Extra Stout, Baltic Porter |                             | 36                          |
| 79                          | Imperial Stout                     |                             | 40                          |

## Grau alcohòlic
La força de cervesa és mesurada pel seu grau alcohòlic. Habitualment expressat com a percentatge per volum, és a dir, el número de mil·lilitres d'alcohol absolut (etanol) en 100 mL de cervesa.
La EBC recomana com a mètode més acurat per determinar el grau alcohòlic d'una cervesa la destil·lació. Com l'alcohol té un punt d'ebullició menor que l'aigua, el destil·lat contindrà tot l'alcohol original de la cervesa. El contingut d'alcohol del destil·lat pot ser mesurat utilitzant un hidròmetre i taules de densitat d'alcohol i mescles d'aigua, permetent-nos determinar el contingut total d'alcohol de la cervesa. Un segon mètode és per ebullimetria, el qual utilitza la diferència entre la temperatura d'ebullició de l'aigua pura i la temperatura d'ebullició del licor (cervesa) avaluat.
En moltes cerveseries, un mètode comú utilitzat per calcular el grau alcohòlic d'una cervesa és a partir de la mesura de la densitat del most abans que aquest comenci la fermentació (densitat original) i llavors mesurar la densitat una vegada que la fermentació s'ha completat. Amb aquests dos valors a partir d'una fórmula empírica es pot calcular el contingut d'alcohol a la cervesa.

### Densitat
El mètode més comú que mesura la densitat d'un líquid és amb un hidròmetre; els hidròmetres poden estar calibrats amb diferents escales. Una escala comuna és la gravetat específica (specific gravity, SG) o densitat relativa; és a dir la densitat d'un líquid respecte a la densitat d'aigua pura (a una temperatura estàndard). La gravetat específica també pot ser mesurada amb un picnòmetre. L'aigua té una SG d'1,000 (g/ml), mentre que l'alcohol absolut té una SG de 0,789.
La densitat del most depèn del contingut de sucre: quan la concentració de sucre és més elevada, més alta serà la densitat. En ser l'etanol menys dens que l'aigua, el contingut en alcohol farà baixar la SG, no obstant, com la cervesa fermentada encara manté un cert contingut de sucres residuals, la densitat del most normalment serà superior a 1 (habitualment entre 1,000 i 1,020). La diferència entre la densitat del most abans i després de fermentar dona una indicació de quant sucre ha transformat el llevat en alcohol i CO2. Una fórmula bàsica per calcular el grau alcohòlic (ABV, alcohol per volum) de la cervesa entre la densitat original (OG, abans de fermentar) i la densitat final (FG, després de fermentar) és:{\displaystyle ABV=131.25(OG-FG)}Per cerveses de grau alcohòlic elevat (cerveses per sobre de 6 o 7%), es pot utilitzar la fórmula de sota que proporciona estimacions més acurades en aquests casos.{\displaystyle ABV=(76,08*(OG-FG)/(1,775-OG))*(FG/0,794)}
L'"Extracte original" (original extract, OE) és un sinònim per a la densitat original del most (abans de fermentar). El concepte extracte es refereix a la matèria soluble (principalment sucres) que s'ha dissolt dels malts en el most cerveser. L'OE en països com Alemanya el podem trobar imprès en l'etiqueta com Stammwürze o com un percentatge. A la República Txeca, per exemple, es parla de "cerveses de 10 graus", "cerveses de 12 graus" etcètera. Aquests graus no es refereixen als graus alcohòlics si no als graus Plato de la cervesa abans de fermentar (un grau plato equival a un 1 gram d'extracte dissolt en 100 grams de most).
La mesura de la densitat determina quant de sucre té disponible el llevat per consumir (i transformar-lo en alcohol). Cada soca de llevat, en unes condicions òptimes, podrà processar un percentatge del total dels sucres disponibles. Aquesta propietat s'anomena atenuació i pot ser aparent (si no es té en compte l'efecte de l'etanol generat en la medició de la densitat del most després de fermentar) o real si es té en compte aquest factor. En general els llevats tenen una atenuació aparent en torn al 75%. No obtsant, les condicions d'elaboració del most també poden contribuir a que hi hagi més o menys proporció de sucres fermentables (assimilables pel llevat) en el total de sucres disponibles en el most.
Històricament la gravetat es mesurava i enregistrava en "lliures cerveseres" (o també anoemades simplement "lliures"). Si es deia que un most era de "26 lliures de densitat per barril" significava que un barril estàndard de 36 galons imperials del most pesava 26 lliures més quen un barril d'aigua pura.[6]

### Altres unitats de densitat
| Extracte i grau alcohòlic d'alguns estils de cervesa | Extracte i grau alcohòlic d'alguns estils de cervesa | Extracte i grau alcohòlic d'alguns estils de cervesa |
| Extracte (OE, Plato)                                 | Exemples d'estils                                    | ABV                                                  |
| ---------------------------------------------------- | ---------------------------------------------------- | ---------------------------------------------------- |
| variable                                             | Sense alcohol                                        | < 1%                                                 |
| 7,1-8                                                | Berliner Weisse                                      | 2,8-3,8%                                             |
| 9-11                                                 | Stout irlandesa                                      | 4,0-4,5%                                             |
| 11-12,9                                              | Weissbier                                            | 4,3-5,6%                                             |
| 11,9-13,3                                            | California common                                    | 4,5-5,5%                                             |
| 11,2-14,7                                            | Pale ale americana                                   | 4,5-6,2%                                             |
| 10,5-12,4                                            | Lager internacional                                  | 4,6-6,0%                                             |
| 12,4-17,1                                            | Porter americana                                     | 4,8-6,5%                                             |
| 13,8-17,1                                            | IPA anglesa/americana                                | 5,5-7,5%                                             |
| 15,2-18,2                                            | Dubel trapista                                       | 6,0-7,6%                                             |
| 14,7-21,6                                            | Baltic porter                                        | 6,5-9,5%                                             |
| 18,2-20,5                                            | Tripel trapista                                      | 7,5-9,5%                                             |
| 15,9-20,5                                            | Doble IPA                                            | 7,5-10,0%                                            |
| 18,2-27                                              | Imperial Stout                                       | 8,0-12,0%                                            |
| 19,3-28,1                                            | Barleywine                                           | 8,0-12,0%                                            |

Tres escales de densitat que s'utilitzen de forma habitual són:
- Balling
- Brix
- Plato

L'escala més vella, Balling, va ser desenvolupada al 1843 per científic bohemi Karl Joseph Napoleon Balling (1805-1868) així com Simon Ack. En el 1850s l'enginyer alemany-matemàtic Adolf Ferdinand Wenceslaus Brix (1798-1870) va corregir alguns dels errors de càlcul en el Balling escala i va introduir l'escala Brix. A principis del s.XX el químic alemany Fritz Plato (1858-1938) i els seus col·laboradors van fer millores posteriors, introduint l'escala Plato. Essencialment són molt similars; les taules difereixen en la seva conversió de percentatge de pes a gravetat específica en la cinquena i sisena xifres decimals. Aquestes 3 escales de densitat mesuren el percentatge (en pes) d'extracte en el most de cervesa. Un most de 12 graus Plato, per exemple, vol dir que 100 g de most contenen 12 g d'extracte.
Aquestes escales s'utilitzen en les indústries que treballen amb solucions de sucre. Els productors de vi, així com les indústries del sucre i del suc, típicament empren els graus Brix. A Europa els cervesers utilitzen generalment els graus Plato.
Una conversió aproximada entre Brix, graus Plato o graus Balling i la gravetat específica pot ser feta dividint el nombre darrere la coma en la densitat (que es coneix com a punts de gravetat) per 4. Així que una gravetat específica d'1,048 equival a 48 punts de gravetat. 48 dividit per 4 és 12 graus Plato, Balling o Brix. Aquest mètode de conversió és acurat fins a una gravetat específica d'1,070 on aquesta aproximació comença a desviar-se de la conversió real. Una conversió més acurada es pot fer emprant la següent fórmula: {\displaystyle Plato=259-(259/SG)}

## Amargor
Les escales d'amargor miren de valorar l'amargor relativa de cervesa. L'amargor de cervesa és proporcionada principalment per compostos com les humulones, o àcids alfa del llúpol utilitzat. Durant l'elaboració de cervesa, les humulones experimenten una isomerització que les transformen en àcids iso-alfa que són les principals molècules responsables del gust amarg de la cervesa. El llúpol també conté lupulones, o àcids beta. Aquests components no es consideren inicialment en el càlcul d'amargor, doncs són pràcticament insolubles en aigua i no poden isomeritzar. Tanmateix, els àcids beta poden contribuir a l'amargor a través de la formació d'uns productes d'oxidació, les hulupones, que poden formar-se quan el llúpol està mal conservat. L'amargor d'aquests productes és menys agradable que l'amargor dels àcids alfa i el seu sabor pot ser poc desitjat, no obstant, pot susbtituir una part de la pèrdua d'amargor produïda per l'oxidació, també, dels àcids alfa.
| IBUs d'estils de cervesa habituals | IBUs d'estils de cervesa habituals |
| Estil de cervesa                   | IBUs                               |
| ---------------------------------- | ---------------------------------- |
| Làmbic                             | 0-10                               |
| Cervesa de blat                    | 8-18                               |
| Lager americana                    | 8-26                               |
| Kölsch                             | 20-30                              |
| Pilsner                            | 24-44                              |
| Porter                             | 18-50                              |
| Bitter                             | 24-50                              |
| Pale ale                           | 30-50                              |
| Stout                              | 30-90                              |
| Barleywine                         | 34-120                             |
| IPA                                | 40-120                             |

Les quantitats d'àcids alfa i beta canvia depenent dels llúpols, així s'haurà de considerar el contingut real en àcids alfa dels llúpols emprats en l'elaboració. Per maximitzar l'amargor, es poden utilitzar llúpols amb concentracions elevades d'àcid alfa. Varietats, per exemple, com les Chinook, Galena, Horizon, Magnum, Tomahawk, i Warrior, que poden arribar a concentracions d'àcid alfa de fins al 16% per massa. També, el temps durant el qual el llúpol es bull amb el most de cervesa afecta a l'extracció d'amargor. Temps llargs a alta temperatura afavoreixen la isomerització dels àcids alfa. Altres paràmetres com el pH o la concetració de sucres al most també afecten en la isomerització dels àcids alfa a àcids iso-alfa, i, per tant, en la producció de molècules amargues. Es coneix com a utilització del llúpol al rendiment de la reacció d'isomerització dels àcids alfa. O sigui, el quocient entre els àcids iso-alfa obtinguts i els àcids alfa inicials.
L'escala IBU (International Bitterness Units), s'utilitza per quantificar l'amargor de cervesa. Aquesta escala no mesura l'amargor percebuda de la cervesa, sinó la quantitat d'àcids iso-alfa. El valor d'IBU equival a la concentració en mg/l (parts per milió) d'àcid iso-alfa en la mostra analitzada. L'anàlisi més comuna per determinar els IBU és a través de l'espectrofotometria. Els àcids iso-alfa són lleugerament hidrofòbics, i una reducció del pH (acidificació) fa augmentar la hidrofobicitat d'aquests. Després d'acidificar la mostra a analitzar, es tracta amb una solució orgànica i es produeix una extracció líquid-líquid provocant que l'àcid iso-alfa migri cap a la fase orgànica. S'analitza l'absorbància de la fase orgància a una longitud d'ona de 275 nm. A aquesta longitud d'ona, els àcids iso-alfa tenen la seva absorbància màxima, que permet determinar la concentració d'aquestes molècules amargues.
A més, tècniques com l'HPLC, espectrometria de masses i espectroscòpia de fluorescència poden ser emprades per mesurar la quantitat totla d'àcids iso-alfa en una cervesa.
L'escala d'Unitats d'Amargor europea, sovint abreujada com EBU, està definida per la Convenció de Cerveseria Europea (European Brewery Convention), i el valor numèric hauria de correspondre al de l'escala IBU. Es va definir en co-operació amb la ASBC (American Society of Brewing Chemists). Tanmateix, el procés exacte de determinar EBU i IBU difereix lleugerament, el que podria en teoria donar valors lleugerament més petits pels EBU que en els IBU.
Els IBU no es determinen per l'amargor percebuda en el gust de la cervesa. Per exemple, l'amargor del llúpol és menys destacada en cerveses amb malts torrats o sabors més forts, així que una proporció més alta de llúpols es requeriria per aconseguir la mateixa amargor percebuda en comparació amb uan cervesa més lleugera. Per exemple, una cervesa d'estil imperial stout pot tenir un valor de 50 IBU, però tindrà un gust menys amarg que una d'estil pale lager de 30 IBU perquè la pale lager té una intensitat de sabor més baixa. Quan s'arriba a concentracions en torn a 100 IBU, alguns autors destaquen que l'increment d'amargor deixa de ser apreciable. Les lagers lleugeres sense molta amargor generalment tindran entre 8 i 20 IBU, mentre que una IPA pot tenir de 40 a 100 IBU o més.
Actualment, molts autors discuteixen la utilitat dels IBU per a mesurar l'amargor de la cervesa,sobretot en estils moderns com les NEIPA (New England India Pale Ale) que tenen moltes addicions de llúpol al final de l'ebullició o quan el most ja ha deixat de bullir i està més fred (en el procés de centrifugació del llúpol [whirlpool], o en addicions de llúpol al fermentador). En aquestes cerveses altres molècules diferents als àcids iso-alfa poden jugar papers importants en la contribució d'amargor que no estarien considerats en l'anàlisi d'IBU.